# Jekyll & Hyde
Jekyll & Hyde (někdy též pod názvem Jekyll a Hyde) je muzikál amerického skladatele Franka Wildhorna na motivy knihy Roberta Louise Stevensona Podivný případ Dr. Jekylla a pana Hyda. Texty a libreto napsal Leslie Bricusse. Ačkoliv první písně vznikly již v roce 1987, jeho světová premiéra proběhla až 28. dubna 1997 v Plymouth Theatre na Broadwayi. Získal 4 nominace na Tony Award a celkově se odehrálo 1 543 repríz. Z broadwayského uvedení kromě CD nahrávky vyšlo také DVD s kompletním záznamem představení. Hlavní roli na něm ztvárňuje David Hasselhoff.
Nejznámější písní z muzikálu je „This Is The Moment“ („To je ta chvíle“), která se osamostatnila a byla převzata mnohými umělci (českou coververzi nazpíval např. Karel Gott). Je hrána při zahraničních sportovních utkáních nebo jako součást volebních kampaní.

## Muzikál v Česku
V letech 2005–2007 byl muzikál uváděn také v Česku v Hudebním divadle Karlín. V titulní dvojroli se alternovali Daniel Hůlka a slovenský zpěvák Marian Vojtko (který později hrál roli sám, když Daniel Hůlka dočasně odešel do ústraní). Role Lucy se chopila Tereza Duchková v alternaci s Michaelou Noskovou, role právníka a přítele doktora Jekylla Uttersona Josef Laufer a Tomáš Bartůněk a role Jekyllovy snoubenky Emmy Kateřina Brožová a Tereza Duchková. Muzikál přeložil Adam Novák a režie se ujal Rino Brezina. Výběr písní z muzikálu vyšel také na CD.

### Provedení Městského divadla Brno
Tento muzikál má na svém repertoáru i Městské divadlo Brno pod názvem Jekyll a Hyde. Představení mělo premiéru dne 19. listopadu 2011, hru režíroval Petr Gazdík a hlavní postavu Dr. Henry Jekylla a pana Edward Hydea hrají v alternaci Petr Gazdík a Dušan Vitázek. Roku 2012 získal za tuto roli Dušan Vitázek Cenu Thálie 2011. V širší nominaci na toto ocenění za úplně stejnou roli byl také Petr Gazdík.
| Petr Gazdík nebo Dušan Vitázek         | Dr.Henry Jekyll / Edward Hyde |
| Ivana Vaňková nebo Viktória Matušovová | Lucy Harrisová                |
| Johana Gazdíková nebo Hana Holišová    | Emma Carewová                 |
| Milan Němec nebo Karel Škarka          | John Utterson                 |
| Ladislav Kolář nebo Milan Lindner      | Sir Danvers Carew             |
| Miloslav Čížek                         | Biskup z Basingstoke          |
| Zdeněk Bureš nebo Jan Mazák            | Generál Lord Glossop          |
| Lukáš Janota nebo Jakub Uličník        | Lord Savage                   |
| Hana Horká nebo Jana Gazdíková         | Lady Beaconsfieldová          |
| Jana Musilová nebo Marta Prokopová     | Nellie                        |
| Rastislav Gajdoš nebo Radek Láska      | Sir Archibald Proops          |
| Jiří Mach nebo Aleš Slanina            | Spider                        |
| Igor Ondříček nebo Lukáš Vlček         | Simnon Stride                 |
| Ladislav Mareček                       | Poole                         |

## Děj
Děj se odehrává ve starém Londýně, kde se svědomitý lékař Henry Jekyll, který má před svatbou s krásnou Emmou, pokouší v lidské duši oddělit dobro od zla, jak slíbil svému otci na smrtelném loži.
Celý experiment se mu zvrhne a z dobrého Dr. Jekylla se stává zlý a nelítostný vrah – Mr. Edward Hyde. Zpočátku se Hyde objevuje zřídkakdy, ovšem s dalším doktorovým experimentováním se Hyde objevuje nejen v noci, ale i přes den. Postupně vyvraždí celou radu nemocnice (všichni byli proti jeho experimentování), kde pracuje jako lékař.
Při rozlučce se svobodou se dostane do nevěstince, kde se seznámí s prostitutkou Lucy, která se do něj na první pohled zamiluje – on jí dá svou navštívenku jako Dr. Jekyll. Jednoho dne přiběhne zubožená Lucy za Jekyllem a prosí o pomoc. Prý ji v nevěstinci každý večer navštěvuje jakýsi tajemný muž, který si říká Edward Hyde. Zaskočený Jekyll ošetří její zranění, která jí jako Hyde způsobil.
Uvědomí si, jak závažná situace je a jako Jekyll pošle Lucy po svém sluhovi finanční obnos společně s dopisem, ve kterém ji zoufale prosí, aby opustila co nejrychleji Londýn a začala nový život úplně někde jinde. Lucy, zpočátku rozesmutněna tím, že ji Jekyll již nechce nikdy vidět, později dojatá tím, že jí Jekyll projevil lásku a přispěl na nový život, se připravuje na odjezd. Nečekaně ji navštíví pan Hyde. Vyčítá jí, že chtěla odjet a jemu o tom ani neřekla. Nebohou Lucy spoutá na lůžku a chladně ji zabije podříznutím hrdla.
Blíží se Jekyllova svatba. Emma Henryho několikrát navštíví u něj doma, protože přestal zcela komunikovat s okolím a je pouze celé dny zavřený ve své laboratoři. Je jí to divné, ale Henrymu bezhlavě věří, i když jí otec zrazuje od lásky k němu. Během svatebního obřadu se Jekyll začne nečekaně převtělovat do Hydea. Emmin otec zasáhne, ale zbabělý a nelítostný Hyde si vezme Emmu jako rukojmí. Ta ho ale probere z Hydeova živlu vyznáním lásky. V tu chvíli si nešťastný Jekyll uvědomí, že jediným vysvobozením je pro něj smrt a spáchá před oltářem sebevraždu.